# Haláltánc (Liszt)
A Haláltánc, Totentanz – Danse macabre; Parafrázis a Dies iræ fölött zongorára és zenekarra Liszt Ferenc nagyszabású, zongorára és zenekarra írt versenyműve. Műjegyzékszáma: S.126. A darab hosszú érlelési folyamat végén, 1859-ben készült el végleges formájában. A zeneművet Hans von Bülow-nak ajánlotta, ő is mutatta be 1865-ben, Hágában.

## A mű születése

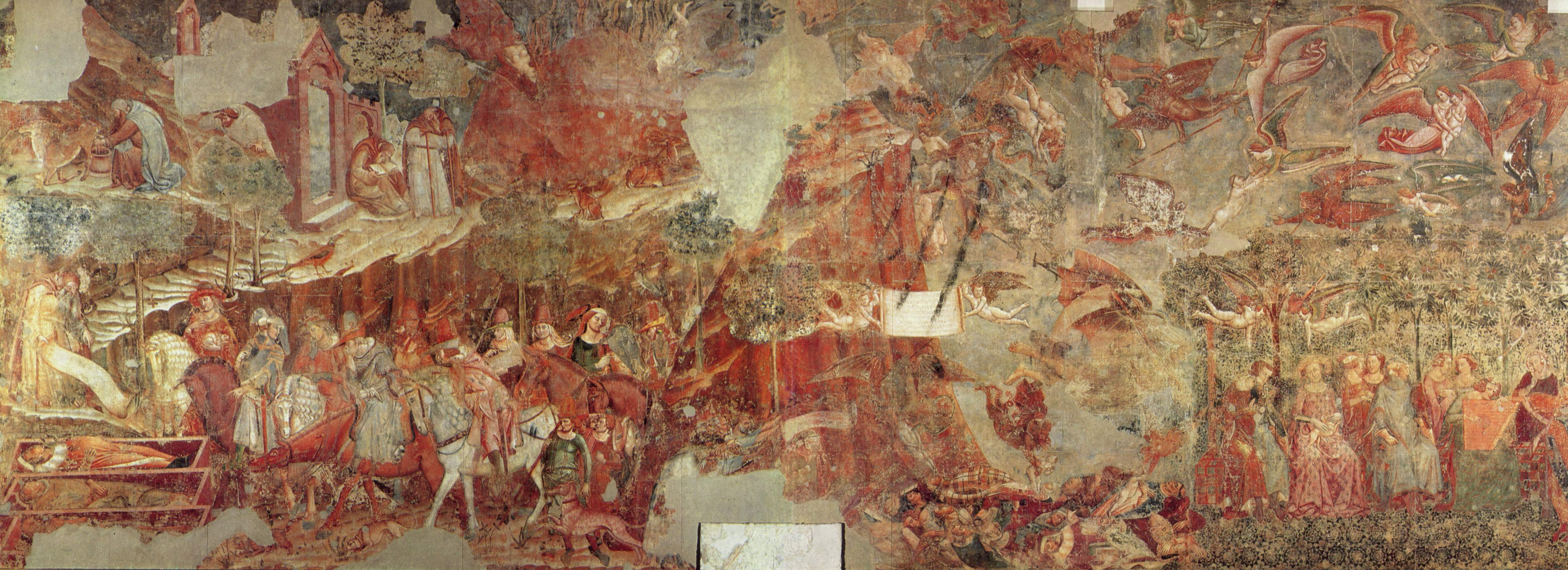
Buonamico Buffalmacco: A halál diadala – freskó

A közvélekedéssel ellentétben Liszt Haláltáncát nem Hans Holbein ismert fametszetsorozata, hanem a pisai Camposanto monumentale (Nagy temető) falán található, A halál diadala (Trionfo della Morte) című freskó ihlette (a festmény a második világháborúban komolyan megsérült). Erről Lina Ramann, Liszt kortársa és életrajzírója számolt be. A szerző a freskó festőjének Andrea Orcagnát jelölte meg, később Francesco Traininek tulajdonították, az igazi alkotó azonban a Boccaccio által tréfás kedvűként említett firenzei festő, Buonamico Buffalmacco.
Liszt Ferenc 1838-ban Marie d’Agoult-val látogatott Pisába, ekkor látta a freskót, és azonnal mély hatást tett rá. A festmény középpontjában a Halál van, aki az élet hívságait jelképező fiatal lányokat szemléli, az égben angyalok, balra fent imádkozó remeték láthatók. A bal oldali részben a három élő és a három halott, a jobb oldali részen az említett fiatal hölgyek láthatók. A haláltól megrémülőket Szent Makárius figyelmezteti a földi élet mulandóságára.
A zenemű vázlatait Liszt még abban az évben lejegyezte (a vázlatkönyv szerint eredetileg a Zarándokévek itáliai ciklusába szánta), de aztán hosszú időre félretette (Liszt munkamódszerében gyakori volt ez a „pihentetés”, az ötlet „érlelése”), és csak 1849-ben készült el vele. A komponista ezt az első változatot azonban nem tartotta kielégítőnek, ezért 1853-ban, majd 1859-ben is átdolgozta. Az elkészült darabot végül 1865-ben tartotta kiadásra érettnek, és ugyanez év áprilisában mutatta be Hans von Bülow Hágában.

## A zene
A Haláltánc (német címén Totentanz) a Dies iræ (latinul a harag napja) gregorián dallamra épül. A Dies iræ a 13. század első felében keletkezett, szerzője valószínűleg Celanói Tamás. Ezt a témát Liszt előtt már Berlioz is felhasználta Fantasztikus szimfóniájában, annak 5., Songe d’une Nuit du Sabbat (Boszorkányszombat) című tételében (1830). Ez azonban mintegy illusztrációként szerepelt a darabban, Liszt műve azonban teljes egészében a Dies iræ-re épül, ennek anyagát dolgozza fel. Valószínűsíthető, hogy a pisai temetőben található másik freskó, az Utolsó ítélet élménye is szerepet játszhatott abban, hogy Liszt ezt a témát választotta. A Dies iræ szövege az utolsó ítéletről szól, és ennek utolsó szakasza írja le a harag napját.
Liszt ebben a művében már szakított a fiatalkori szerzeményeire jellemző virtuóz bravúr-hatásokkal, a zongoraszólam szinte puritán egyszerűségben szólal meg. A gregorián dallamot olyan mesterien és kifinomultan használja, variálja, hogy egyszer sem érezzük a téma tolakodó ismételgetését. Liszt a darabot hat, számozott variációba sorolta (Liszt a variációs szerkesztés, a tématranszformáció nagy mesterének számít), de ezekben felismerhetők a négytételes szerkesztés egységei is: I. tétel: 1., 2., 3. variáció; II. tétel: 4. variáció; III. tétel: 5. variáció; IV. tétel: 6. variáció. Az első variációban csak az első versszak jellegzetes motívumát dolgozta fel, amit a zongora kalapácsütés-szerű bevezetése után a zenekar szólaltat meg. Jellegzetes a dallam kis hangterjedelme. A felhasznált versszak háromsoros, így Liszt is hármas tagolásban mutatja be a témát. A darab indítása kapcsán fontos megjegyezni, hogy a zongora–zenekar hangzásával Liszt már az első pillanatokban megteremti az egész mű alapkarakterét. A második variációban végső soron az első téma erőteljes fokozásáról van szó, amelyben a Dies iræ témáját a bal kéz viszi a maga súlyosságában, míg a jobb kéz skálafutamokat és glissandókat játszik. A harmadik variáció nem fokoz, sokkal inkább ellenpontoz. A negyedik variációban a feldolgozási szakasz után Liszt lehetőséget biztosít az előadónak, hogy egy lassú kadenciával folytassa, vagy rögtön rátérjen az ötödik variációra (Liszt műveiben többször is előfordul ez a megoldás, sőt még a Haláltánc hatodik variációjában is). Az ötödik rész fugatóval indul. Ez a leghosszabb, itt érezhető a karaktervariáció legerőteljesebb kidolgozása. A variációt zongorakadencia zárja le. A hatodik, befejező variációban már nem az eredeti Dies iræ az alap, hanem Liszt saját dallama, ami nagyon hasonlít a gregorián alapdallamra, annak mintegy önállóvá vált dallamváltozata. Ez is egy nagyszabású szakasz, amelyben Liszt mesteri módon variálja és mind erőteljesebb zenekari közreműködés közepette bontja ki az új dallamot, ezzel a romantikus hangzású fortéval zárul a Haláltánc.
Pándi Marianne szerint Liszt zongoraversenyei közül „…ez nyúlik vissza a messzebb múltba, és ez mutat a távolabbi jövőbe. A múlt: a gregorián dallamvilág…; a jövő: Bartók zenéje…. Nem véletlen, hogy a zongoraművész Bartók egyik emlékezetes produkciója éppen a Haláltánc volt!” Bartók megrázónak, lenyűgözőnek tartotta Liszt Haláltáncát.

## Hallgassuk meg!
Liszt Ferenc: Haláltánc – Neal O’Doan előadásában